# Manuel Contreras Ossandón
Manuel Contreras Ossandón (María Elena, 8 de octubre de 1928 – Longaví, 3 de abril de 1961) fue un futbolista chileno que jugó de centrodelantero y su último club fue Green Cross de la Primera División de Chile. Fue uno de los 24 pasajeros que pereció en la Tragedia de Green Cross.
Fue primo del también futbolista Luciano Ossandón.

## Primeros años
Manuel Contreras nació en María Elena. Desarrolló parte de su formación futbolística en el club Caupolicán de la entonces oficina salitrera. Realizó sus estudios en el Colegio Don Bosco de Iquique, en calidad de interno.

## Carrera
Su paso al profesionalismo se dio en los años 1950, cuando en el contexto de una gira, Unión Española lo integró a sus filas. Defendió al club hispano entre los años 1952 a 1954, club con el que no pudo reeditar el título conseguido por los hispanos en el campeonato de 1951.
En 1955, es fichado por Green Cross.

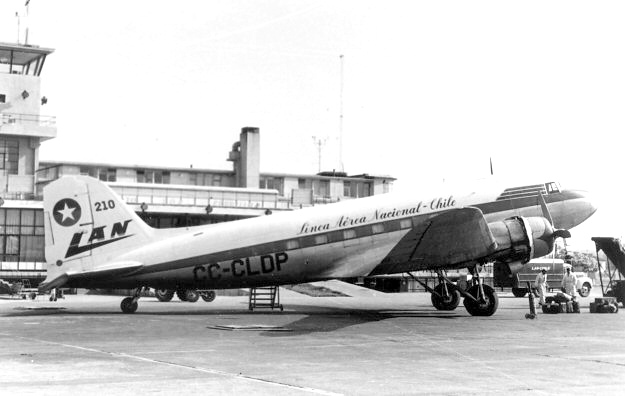
El Douglas DC-3 matrícula CC-CLDP de LAN Chile, siniestrado.

A inicios de 1961, en virtud de la expansión del fútbol por todo el país, con la incorporación de clubes de todas las latitudes, la ACF organizó la Copa Chile o Campeonato de Apertura. El club se enfrentó en primera fase contra la selección de Osorno, igualando 1:1 en el primer partido. El 1 de abril se disputó el partido de vuelta, donde los pijes cayeron derrotados por la cuenta mínima, resultado que los dejaron eliminados de la competencia.
Para el retorno a la capital, programado para el 3 de abril de 1961, el plantel se dividió en dos grupos, los cuales se repartieron en dos aviones diferentes. Contreras se quedó junto al segundo grupo en espera del avión Douglas DC-3 de la empresa LAN, proveniente de Castro y con destino a Santiago. La delegación abordó el avión, el cual se reportó por última vez por radio a las 19.35 h, solicitando autorización para un aterrizaje de emergencia. Finalmente la aeronave sufrió un accidente al estrellarse contra el cerro Las Ánimas, en las cercanías de Linares, y todos sus tripulantes —jugadores, cuerpo técnico, árbitros y dirigentes— fallecieron. Este hecho lamentable fue conocido la tragedia de Green Cross.
Los restos de Contreras descansan en el cementerio de María Elena.

## Legado
En su honor, se fundó el Club Deportivo Lito Contreras, miembro de la Asociación Morro de Arica, de la ANFA. Dentro de sus figuras destacadas se encuentra el delantero Osvaldo Hurtado, quien formó parte del club amateur entre los años 1972 a 1975.
Es mencionado en pasajes del libro "El fantasista", publicado por el escritor chileno Hernán Rivera Letelier en 2006.
En noviembre del año 2019, el nuevo estadio municipal de Maria Elena lleva su nombre. El alcalde y Concejo Municipal de la Comuna de María Elena, decidieron denominar al flamante nuevo estadio, con pasto sintético y todas sus dependencias de primer nivel, con el nombre del crack Lito Contreras.
Sus sobrinos Luciano y Estanislao Ossandón Rojas, y su sobrino nieto, Manuel Ossandón Carvajal y de toda la familia, siempre lo habían soñado. “Se logró 57 años después de la tragedia donde murieron 24 personas, entre ellos, ocho jugadores del Green Cross, su entrenador y el kinesiólogo, quienes viajaban de Osorno a Santiago después de haber disputado un partido por la Copa Chile. Entre ellos viajaba mi tío. Para la familia fue un dolor que nunca desapareció. Una pena inmensa porque, de verdad, mi tío era un ser excepcional con una enorme llegada entre los pampinos de María Elena, quienes se sentían orgullosos de tener un representante en el fútbol nacional”, recuerda Luciano, quien también jugó en Green Cross junto a su hermano “Tani”, quien vistió la casaquilla de cadetes del Green Cross. .

## Estadísticas

### Clubes
| Club           | País  | Año       |
| -------------- | ----- | --------- |
| Unión Española | Chile | 1952–1954 |
| Green Cross    | Chile | 1955–1961 |

## Palmarés

### Títulos nacionales
| Título           | Club        | País  | Año  |
| ---------------- | ----------- | ----- | ---- |
| Segunda División | Green Cross | Chile | 1960 |